# Sotillo
Sotillo ist ein kleines Bergdorf mit nur 30 Einwohnern (Stand: 2024) in der spanischen Provinz Segovia in der Autonomen Gemeinschaft Kastilien-León.

## Lage
Sotillo liegt in der kargen Berglandschaft im Nordosten der Provinz Segovia in einer Höhe von ca. 970 Metern ü. d. M. Die Entfernung zur nahegelegenen Kleinstadt Sepúlveda beträgt etwa 14 Kilometer (Fahrtstrecke) in nordwestlicher Richtung. Die Provinzhauptstadt Segovia befindet sich etwa 63 Kilometer südwestlich.

## Bevölkerungsentwicklung
| Jahr      | 1991 | 1996 | 2001 | 2006 | 2010 | 2018 |
| Einwohner | 32   | 49   | 37   | 36   | 30   | 25   |

Der zur Gemeinde gehörende Weiler Fresneda de Sepúlveda hat noch etwa fünf Einwohner, wohingegen Alameda de Sepúlveda bereits im Jahr 1857 aufgegeben wurde.

## Wirtschaft
Auf den kargen Böden der kalten Hochflächen der Provinz Segovia war – mit Ausnahme von Gerste – kaum Getreideanbau möglich. Die Bevölkerung lebte deshalb jahrhundertelang hauptsächlich von der Zucht von Schafen und Ziegen, aus deren Milch Käse hergestellt wurde, der sich nach mühsamem Transport auf dem Markt in Sepúlveda verkaufen oder gegen Mehl etc. eintauschen ließ. Die Wolle der Schafe wurde versponnen und im Winter zu Stoffbahnen verwoben, aus denen einfache Kleidung hergestellt wurde. Ziegenhaare eigneten sich nur zur Herstellung von wetterfesten Überwürfen (ponchos) bzw. von Säcken, Seilen etc. oder zum Füllen von Säcken, die als Matratze dienten.

## Geschichte
Nach erfolgreich abgeschlossener Rückeroberung (réconquista) der ca. 300 Jahre von den Arabern bzw. Mauren besetzten Gebiete wurde der Ort im Mittelalter von Christen aus dem Norden aber auch aus dem Süden der Iberischen Halbinsel (Mozaraber) wiederbesiedelt (repoblación).

## Sehenswürdigkeiten
Einzige Sehenswürdigkeit des Ortes ist die romanische Iglesia de la Natividad de la Virgen mit ihrem islamisch bzw. mozarabisch beeinflussten Portal und ihren unterhalb der Dachtraufen befindlichen Konsolenfriesen und Metopenfeldern, die allesamt dekorativ oder figürlich gestaltet sind.